# The Eternal Love
The Eternal Love (chinês: 双世宠妃, pinyin: Shuāng shì chǒng fēi) é uma série de televisão chinesa de 2017 baseada no romance de Fan Que, "爆笑 宠妃 ： 爷 我 等 你 休妻" (pinyin: Bàoxiào chǒng fēi: Yé wǒ děng nǐ xiū qī, lit. ‘Divertida Concubina: Senhor, esperarei que se divorcie de minha esposa’). A série é estrelada por Liang Jie e Xing Zhaolin e, sua primeira temporada foi ao ar pela Tencent Video entre 10 de julho a 15 de agosto de 2017. A segunda temporada foi ao ar no Tencent Video de 22 de outubro  a 3 de dezembro de 2018. Em 2021, a terceira temporada começou a ser apresentada pela Tencent Video em 1 de junho.
O drama de baixo orçamento foi um sucesso inesperado quando foi ao ar na China. 

## Sinopse

### Primeira Temporada
Um imprevisto muda a vida de Qu Tan'er (Liang Jie), após uma tentativa de suicídio depois de uma decepção amorosa com Mo Yihuai (Richards Wang). Ao acordar, ela descobre que outra pessoa está em seu corpo, Qu Xiaotan, vinda do futuro. Apesar de compartilhar o corpo, as garotas possuem personalidades diferentes, com Qu Tan'er sendo gentil e submissa, enquanto Qu Xiaotan é mais solta e desinibida. Sempre que uma delas conta uma mentira, a outra assume o controle do corpo. Qu Tan'er tem de se casar com Mo Liancheng (Xing Zhaolin), dando início a um romance inesperado entre duas pessoas unidas pelas circunstâncias: enquanto Tan'er persiste em seu amor por Yihuai, Liancheng se apaixona pela garota do futuro Xiaotan.

### Segunda Temporada
O Oitavo Príncipe Mo Liancheng busca uma maneira de fazer com que Qu Xiao Tan, que não se lembra de seu passado como um casal, volte a se apaixonar por ele.

### Terceira Temporada
Qu Tan'er viaja no tempo para um mundo onde as mulheres cortejam os jovens solteiros, tendo que lutar para conquistar o coração de Mo Liancheng.

## Elenco

### Protagonistas
| Ator          | Personagem   | Introdução                                                                                                  | Temporadas | Temporadas      | Temporadas      |
| Ator          | Personagem   | Introdução                                                                                                  | 1          | 2               | 3               |
| ------------- | ------------ | --- | ---------- | --------------- | --------------- |
| Liang Jie     | Qu Tan'er    | Segunda filha da família Qu.                                                                                | Principal  | Principal       | Principal       |
| Liang Jie     | Qu Xiaotan   | Uma agente imobiliária do século XXI, que acidentalmente viaja no tempo de volta à era do Reino de Dongyue. | Principal  | Principal       | Principal       |
| Xing Zhaolin  | Mo Liancheng | 8º príncipe do Reino de Dongyue que parece ser um frágil erudito, mas é hábil em artes marciais.            | Principal  | Principal       | Principal       |
| Richards Wang | Mo Yihuai    | Primeiro príncipe do Reino de Dongyue. Teve um relacionamento com Qu Tan'er.                                | Principal  | Principal       | Does not appear |
| Richards Wang | Mo Yifeng    | Fundador e primeiro rei do Reino de Dongyue. Avô de Mo Yihuai, Mo Liancheng e Mo Jingxuan.                  | Recorrente | Does not appear | Does not appear |

### Coadjuvantes
| Ator          | Personagem | Introdução                                          | Temporadas | Temporadas | Temporadas      |
| Ator          | Personagem | Introdução                                          | 1          | 2          | 3               |
| ------------- | ---------- | --------------------------------------------------- | ---------- | ---------- | --------------- |
| Tiffany Zhong | Qu Pan'er  | Primeira filha da família Qu e esposa de Mo Yihuai. | Recorrente | Recorrente | Does not appear |

#### Família Real do Reino Dongyue
| Ator       | Personagem  | Introdução                                                                            | Temporadas | Temporadas | Temporadas |
| Ator       | Personagem  | Introdução                                                                            | 1          | 2          | 3          |
| ---------- | ----------- | ------------------------------------------------------------------------------------- | ---------- | ---------- | ---------- |
| Wang Haoge | Mo Jingxuan | 14º príncipe do Reino de Dongyue, que tem um relacionamento próximo com Mo Liancheng. | Recorrente | Recorrente | Recorrente |

#### Outros Atores
| Ator        | Personagem   | Introdução                                                  | Temporadas | Temporadas      | Temporadas      |
| Ator        | Personagem   | Introdução                                                  | 1          | 2               | 3               |
| ----------- | ------------ | ----------------------------------------------------------- | ---------- | --------------- | --------------- |
| Amy Sun     | Jing Xin     | Auxiliar pessoal de Qu Tan'er.                              | Recorrente | Recorrente      | Recorrente      |
| Xin Ruiqi   | Zhao Qingyun | Filha do Marquês Anhou, que tem uma queda por Mo Liancheng. | Recorrente | Does not appear | Does not appear |
| Hu Chunyong | Yu Hao       | Guarda pessoal de Mo Liancheng.                             | Recorrente | Recorrente      | Recorrente      |

## Trilha sonora
| Nº | Título                                   | Interpretes     |
| -- | ---------------------------------------- | --------------- |
| 1. | 九张机 The Eternal Love                  | Ye Xuanqing     |
| 2. | 学到老爱到老 Aprenda e ame até a velhice | Jin Runji       |
| 3. | 舍得 Disposto                            | Wang Chengzhang |
| 4. | 风一样的我 Vento Feito Eu                | Ye Xuanqing     |
| 5. | 不懂 Não Entendo                         | Gu Tian         |
| 6. | 原来我以为                               | Wang Tao        |
| 7. | Love Love                                | Alilang Group   |
| 8. | 走着走着就散了 Meu Amor Por Você         | Ada Zhuang      |

## Produção
A pré-produção da série começou em novembro de 2016. A equipe de produção da Tencent Penguin Pictures selecionou o romance de Fan Que devido a diversos elementos que chamavam a atenção do público, como romance "doce e comovente" e fantasia.
As filmagens começaram no Hengdian World Studios em 2 de fevereiro de 2017 e terminaram em 27 de março de 2017. 
Em novembro de 2017, uma segunda temporada foi anunciada via Tencent Media Conference, com o retorno dos protagonistas. As filmagens começaram em Guizhou em 17 de março de 2018  e terminaram em 14 de maio de 2018.
As filmagens da 3ª temporada começaram no Hengdian World Studios em 7 de junho de 2020.

## Prêmios e indicações
| Prêmio                        | Categoria      | Trabalho nomeado | Resultado | Ref.   |
| ----------------------------- | -------------- | ---------------- | --------- | ------ |
| 12º Tencent Video Star Awards | Top Ten Series | O Amor Eterno 2  | Venceu    | [ 14 ] |